# Grupo FCB
O grupo FCB é um clado ou grupo filogenético bacteriano denominado pelas siglas dos grupos que o formam, designadamente: Fibrobacteres, Chlorobi e Bacteroidetes. Na classificação elaborada por Cavalier-Smith este clado é denominado Sphingobacteria, ainda que os taxonomistas prefiram geralmente o nome FCB (não se deve confundir com a classe Sphingobacteria). Entre os seus membros, o clado Bacteroidetes/Chlorobi é bastante consensual. Porém, alguns estudos não validam todas as relações, ou incluem outros filos como Gemmatimonadetes.
O valor filogenético deste grupo está suportado por análises genómico-proteicas, e do ARNr 16S. O clado FCB pertence por sua vez a um clado maior: Gracilicutes. 
Evolutivamente caracteriza-se por ser um clado de bactérias Gram-negativas que desenvolveram esfingolípidos ou sulfonolípidos, com uma ampla perda de flagelos, e grande mobilidade por deslizamento.
As análises genómicas actualizadas, relacionam o grupo FCB a novos grupos descobertos, tal como mostra o seguinte cladograma:
|  | Fibrobacteres    |
|  |                  |
|  | Gemmatimonadetes |
|  |                  |

|  | Caldithrix     |
|  |                |
|  | Marinimicrobia |
|  |                |

|  | Bacteroidetes |
|  |               |
|  | Chlorobi      |
|  |               |

|  | Caldithrix     |
|  |                |
|  | Marinimicrobia |
|  |                |

|  | Bacteroidetes |
|  |               |
|  | Chlorobi      |
|  |               |

|  | Caldithrix     |
|  |                |
|  | Marinimicrobia |
|  |                |

|  | Bacteroidetes |
|  |               |
|  | Chlorobi      |
|  |               |

|  | Caldithrix     |
|  |                |
|  | Marinimicrobia |
|  |                |

|  | Bacteroidetes |
|  |               |
|  | Chlorobi      |
|  |               |

|  | Fibrobacteres    |
|  |                  |
|  | Gemmatimonadetes |
|  |                  |

|  | Caldithrix     |
|  |                |
|  | Marinimicrobia |
|  |                |

|  | Bacteroidetes |
|  |               |
|  | Chlorobi      |
|  |               |

|  | Caldithrix     |
|  |                |
|  | Marinimicrobia |
|  |                |

|  | Bacteroidetes |
|  |               |
|  | Chlorobi      |
|  |               |

|  | Caldithrix     |
|  |                |
|  | Marinimicrobia |
|  |                |

|  | Bacteroidetes |
|  |               |
|  | Chlorobi      |
|  |               |

|  | Caldithrix     |
|  |                |
|  | Marinimicrobia |
|  |                |

|  | Bacteroidetes |
|  |               |
|  | Chlorobi      |
|  |               |

|  | Fibrobacteres    |
|  |                  |
|  | Gemmatimonadetes |
|  |                  |

|  | Caldithrix     |
|  |                |
|  | Marinimicrobia |
|  |                |

|  | Bacteroidetes |
|  |               |
|  | Chlorobi      |
|  |               |

|  | Caldithrix     |
|  |                |
|  | Marinimicrobia |
|  |                |

|  | Bacteroidetes |
|  |               |
|  | Chlorobi      |
|  |               |

|  | Caldithrix     |
|  |                |
|  | Marinimicrobia |
|  |                |

|  | Bacteroidetes |
|  |               |
|  | Chlorobi      |
|  |               |

|  | Caldithrix     |
|  |                |
|  | Marinimicrobia |
|  |                |

|  | Bacteroidetes |
|  |               |
|  | Chlorobi      |
|  |               |

|  | Fibrobacteres    |
|  |                  |
|  | Gemmatimonadetes |
|  |                  |

|  | Caldithrix     |
|  |                |
|  | Marinimicrobia |
|  |                |

|  | Bacteroidetes |
|  |               |
|  | Chlorobi      |
|  |               |

|  | Caldithrix     |
|  |                |
|  | Marinimicrobia |
|  |                |

|  | Bacteroidetes |
|  |               |
|  | Chlorobi      |
|  |               |

|  | Caldithrix     |
|  |                |
|  | Marinimicrobia |
|  |                |

|  | Bacteroidetes |
|  |               |
|  | Chlorobi      |
|  |               |

|  | Caldithrix     |
|  |                |
|  | Marinimicrobia |
|  |                |

|  | Bacteroidetes |
|  |               |
|  | Chlorobi      |
|  |               |

Outros autores consideram que Fibrobacteres formam parte do superfilo Fibrobacteres/Acidobacteria conjuntamente com Acidobacteria e Marinimicrobia.